# 추단
추단(鄒丹, ? ~ 194년)은 중국 후한 말의 정치가이다.

## 생애
공손찬(公孫瓚)의 밑에서 어양태수(漁陽太守)를 지냈다.
초평(初平) 4년(193년), 공손찬이 대사마(大司馬) 유우(劉虞)를 죽이자 유우의 종사(從事) 선우보(鮮于輔) · 제주(齊周) · 기도위(騎都尉) 선우은(鮮于銀) 등은 반란을 일으켜 연국(燕國)의 명사 염유(閻柔)를 오환사마(烏丸司馬)로 추대하였다.
그리고 염유와 선우보는 오환(烏丸)과 선비(鮮卑)도 끌어들여 수만 명의 군세를 이끌었고 이에 추단은 노북(潞北)에서 교전하였으나 패배해 전사했다.